# Kristina Jurcevic
Kristina Jurcevic (* 7. März 1989 in Stuttgart) ist eine deutsche Schauspielerin.

## Karriere
Ihre Karriere begann 2004 mit der Jugendserie fabrixx, in der sie in den Folgen 174 bis 214 als Rebecca Menegazzi mitwirkte. Nach Rollen bei Richter Alexander Hold nahm sie 2009 an der Casting- und Reality-Spielshow Sommermädchen 2009 teil.

## Filmografie
- 2004–2005: fabrixx
- 2008: Richter Alexander Hold
- 2009: Sommermädchen 2009
- 2009: VIVA-Werbespot Hassan Annouri